# 仁科かおり
仁科かおり（にしな かおり、本名：仁科薫理（読み方同じ）、10月21日 - ）は、日本の女性歌手、実業家。大阪府出身。相愛高等学校音楽科作曲専攻卒業。トライアングル・プロダクションでTwin Fizzとしてデビュー後、AKB48グループを筆頭にJ-POPの仮歌・コーラス・ボーカルトレーニングで多数の仕事を行っている。バミューダ音楽出版の社長も務めている。

## 来歴
4歳よりピアノを始める。
高校2年の文化祭に友人の中谷内映（なかやち あき。現・小池映）と「Twin Fizz（ツイン・フィズ）」を結成。高校3年の夏、トライアングル・プロダクションのオーディションに合格、卒業後に上京後は1年間ボイストレーニングに専念。1990年、CBS・ソニーよりメジャー・デビュー。解散までシングル3枚、アルバム2枚をリリース。シングル「思い出と手をつながずに」は杉山清貴との共同作曲。アルバム『November Summer』では1986オメガトライブに携わった新川博が一部の楽曲で編曲を手掛ける。
1993年、水野幸代と「eye's（アイズ）」を結成。解散までシングル2枚、アルバム2枚をリリース。
1997年、BMGジャパンに移籍、「KAORI 2 LUV（カオリ・ツーラヴ）」名義でソロ・デビュー。シングル3枚リリース。
現在の主だった活動は、レコーディング・ライブでのコーラス、AKB48グループの楽曲の仮歌・コーラス、ボーカルトレーナー、パチンコCR花満開 彩（いろどり）（2012年）における大当たりラウンド中に流れるイメージソング「星に願いを」の歌唱など、幅広く活動。スタジオ・ミュージシャンとして3000曲以上の仮歌・コーラスに携わる。NHK BSプレミアムで2013年2月11日に放送された特別番組「密着 秋元康2160時間～エンターテインメントは眠らない～」にAKB48の仮歌・コーラス担当として取り上げられる。AKB48関連の仮歌・コーラスとしては800曲近くに携わる。
藤田浩一の没後、トライアングル・プロダクションの関連企業であるバミューダ音楽出版の社長を引き継いだ。
ASAKO・ASACO・namaco名義でも活動。企画モノCDではこのASAKO・ASACO名義で収録されているものもある。ちなみに「アサコ」は母親の名前、とのこと。
2015年、Smooth EDMデュオ「namachoco」としてデビュー。新感覚のエレクトロ・ハウスのボーカル・コーラスを担当（namaco名義）。
2018年4月より東邦音楽大学パフォーマンス総合芸術文化専攻講師に就任。

## リリース作品

### Twin Fizz

#### シングル
1. 「Weather Report (c/w)Night View」（1990年6月21日、CSDL-3112）
2. 「思い出と手をつながずに (c/w)LOVE CHANCE」（1990年12月10日、CSDL-3195）　「アコム」CMソング
3. 「BODY (c/w)まだまだあなたが好き」（1991年9月1日、SRDL-3347）　『海風をつかまえて』テーマ曲、『北野ファンクラブ』EDテーマ曲

#### アルバム
1. 「EMOTION LOTION」（1990年6月21日）
2. 「November Summer」（1991年1月21日）
  - 収録曲「NON STOP!」『お嬢だん』OPテーマ曲、「鈴丹」CMソング
  - 収録曲「November Summer」「日本メナード化粧品」CMソング

### eye's

#### シングル
1. 「バストアップでゆこう」（1993年8月21日）　『特選!美味しいTV』EDテーマ曲
2. 「ずっと真夏でいたい」（1994年6月1日）

#### アルバム
1. 「Heart to Heart」（1993年10月21日）
2. 「Fish&Birds」（1994年7月21日）

### KAORI 2 LUV
1. 「Junk Boy」（1997年5月21日）　アニメ『MAZE☆爆熱時空』初期EDテーマ曲
2. 「あなたっていつもそうじゃない」（1997年12月3日）
3. 「Positive Jump」（1998年2月25日）

### namachoco
1. 「Rachel」（2015年7月27日）

### その他

#### 仁科かおり名義
1. 「風の中に巣をくふ小鳥」　『太鼓の達人Wii 決定版』
2. 「Planet Connection」　『アルカノイドDS』テーマ曲
3. 「魔女っ子メグちゃん」『pop'n music アニメロ』『pop'n music10』-  同名アニメの主題歌のカバー。[3]

#### Kaori Nishina名義
1. 「dream of love」 『DanceDanceRevolution SuperNOVA』

#### ASACO名義
1. 「Endless Season」　アルペンレーサー／ナムコゲームサウンドエクスプレスVol.25 アルペンレーサー
2. 「世界はピーポー (超ムゲン大MIX)」　『のりものスタジオ』テーマ曲
3. 「昇りつめるの」　『pop'n music 5』
4. 「Foundation of our love」 『pop'n music 6』(作詞も担当)
5. 「Catch Up Dream!」　『実況パワフルプロ野球10』主題歌（作詞も担当）
6. 「胸いっぱいの夢」　『実況パワフルプロ野球11』ED曲（作詞も担当）
7. 「ぼうけん日和」　『ぽかぽか森のラスカル』ED曲

## コーラス

### レコーディング参加
- 浜崎あゆみ
- 倖田來未
- 土屋アンナ
- 德永英明
- 稲垣潤一
- 矢沢永吉
- レイジー
- 嵐
- AKB48
- SKE48
- SDN48
- NMB48
- ノースリーブス
- not yet
- 板野友美
- 前田敦子
- フレンチキス
- 島谷ひとみ
- AAA
- 鈴木雅之
- ジェロ
- 今井美樹
- 布袋寅泰
- 小柳ゆき
- m-flo
- 松田聖子
- 新妻聖子
- SAYAKA
- ピチカート・ファイヴ
- 松崎しげる
- 林田健司
- 中島美嘉
- SPEED
- FictionJunction
- 河村隆一
- 茅原実里
- 妖精帝國
- 梶浦由記
- 華原朋美
- 田村直美
- 平井堅
- 米倉利紀
- hiro
- 玉置成美
- 椎名へきる
- 松田樹利亜
- FENCE OF DEFENSE
- 郷ひろみ
- 澤野弘之
- ロケットマン
- 福田沙紀
- 野中藍
- Buono!
- pRythme
- アイドリング!!!
- 石田燿子
- 魔戒歌劇団

### コンサートツアー参加
- 浜崎あゆみ
- SPEED
- 小柳ゆき
- m-flo
- 今井美樹
- 小室哲哉
- wyolica
- 島谷ひとみ
- パク・ヨンハ
- hiro
- 茅原実里
- 澤野弘之
- 近藤真彦

## 楽曲提供
- カルロス・トシキ&オメガトライブ
- 松田樹利亜
- 児島未散
- 椎名へきる
- 國府田マリ子
- 華原朋美